# En familia
En familia va ser un programa de televisió, emès per TVE entre 1987 i 1989, presentat i dirigit pel periodista Iñaki Gabilondo, en el seu retorn a televisió després de la seva experiència com a director dels serveis informatius.

## Format
Es tractava d'un talk show que reunia en el plató a diverses persones relacionades amb l'assumpte que es tractés en el programa per a debatre els seus punts de vista.
En l'espai es van abordar assumptes com les drogues, l'alcoholisme, les relacions paternofilials, la violència en l'esport, la guerra civil espanyola, el joc, l'Església Catòlica, els militars, estrangers a Espanya, la moda, etc.

## Premis
Gràcies a la seva labor al capdavant del programa, Gabilondo va aconseguir el Premi TP d'Or com a Millor Presentador. L'espai va ser guardonat amb el Premi Ondas.
En familia També va ser un nou format de TVE, emès el 26 de gener de 2011, ideat i dirigit per Santiago Tabernero, en el qual es conten històries de diferents llars, així com recull les diferents i múltimples variants de famílies a Espanya. En cada programa, es visiten cinc llars per a contar històries relacionades amb un nexe temàtic comú, gràcies a un equip de nou reporters que ens mostrarà el dia a dia d'estar En família extraordinàries.